# Света Богородица Макрирахска
„Света Богородица“ (на гръцки: Ιερά Μονή Παναγίας Μακρυρράχης) е православен женски манастир в Егейска Македония, Гърция. Манастирът е разположен на рида Макрирахи край селото Микри Милия, на територията на дем Пидна-Колиндрос. Манастирът е част от Китроска, Катеринска и Платамонска епархия.

## Местоположение
Манастирът е разпположен на 3 km северозападно от Микри Милия. 

## История
Основан е в X или XII век и първоначално е бил ставропигиален и богат. Манастирът е разрушен по време на Гръцката революция в 1821 година, но след това е възстановен. Монасите от манастира участват и във въстанието от 1878 година и манастирът е отново унищожен от турците. По врече на Гръцката въоръжена пропаганда в Македония манастирът е база на гръцките чети. Манастирът силно пострадва през Втората световна и Гражданската война в Гърция и е запуснат. В 1972 година целият комплекс е разрушен. Възстановен е в 1993 година при митрополит Агатоник Китроски. В манастира има смятани за чудотворни икона и аязмо.
| Година    | 1913 | 1920 | 1928 | 1940 | 1951 | 1961 | 1971 | 1981 | 1991 | 2001 | 2011 | 2021 |
| --------- | ---- | ---- | ---- | ---- | ---- | ---- | ---- | ---- | ---- | ---- | ---- | ---- |
| Население |      | 10   |      |      |      |      |      |      |      |      |      |      |